# Schempp-Hirth Ventus
Der Schempp-Hirth Ventus (von lateinisch ventus für Wind) ist ein einsitziges Hochleistungs-Segelflugzeug mit Teilen aus kohlenstofffaserverstärktem Kunststoff. Er wurde von Schempp-Hirth in Kirchheim (Teck) im Jahre 1980 für die 15-m-Klasse entworfen und als Nachfolger des Mini-Nimbus auf den Markt gebracht. Alle 3 Generationen des Ventus verfügen zudem über Wölbklappen an der Tragflächenhinterkante, welche die Gleitleistung in verschiedenen Geschwindigkeitsbereichen optimiert.

## Geschichte
Die Leistungen der damaligen „FAI-Rennklasse“ wie z. B. Glasflügel Mosquito bzw. Schempp-Hirth Mini-Nimbus, Eiri Avion PIK-20, Rolladen Schneider LS3, Grob Speed-Astir, wurden speziell mit der Einführung der Rollladen Schneider LS4 trotz ihres unveränderlichen Flügelprofiles z. T. übertroffen, was ein Überdenken der Konstruktionen für die Rennklasse und der hierfür notwendigen Wölbklappen-Profile dringend nötig machte. Insgesamt ging in der damaligen Zeit die Diskussion sowieso schon dahin, die 15-m-Klasse durch eine etwas größere 17–18-m-Klasse zu ersetzen, wozu die ausgezeichnete Auslegung der Glasflügel Kestrel einiges beitrug. Somit wurde in der „Rennklasse“ die Einführung von ansteckbaren Flügelspitzen für reine Leistungsflüge üblich. Aber erst 2001 wurde offiziell die 18-m-Klasse eingeführt.

## Versionen

### Ventus A und B
Den Rumpf des Ventus gab es in zwei Varianten: Den schmalen Ventus-A und den Ventus-B für größere Piloten. Mit diesem Flugzeug wurden in den 1980er Jahren mehrere Weltmeisterschaften gewonnen. Die Spannweite konnte durch Ansteckflächen von 15 m auf 16,6 m vergrößert werden, wobei sich die maximale Flugmasse von 500 auf 425 kg verringerte. Bei der 15 m Variante ohne Motor kann durch einen Austausch der Schleppkupplung das maximale Abfluggewicht auf 525 kg erhöht werden. Wie schon beim Vorgänger kamen Hinterkanten-Drehbremsklappen zum Einsatz. In den Flügeln integrierte Wassertanks waren ebenso Serienausstattung, wie auch automatische Anschlüsse für alle Ruder und das Wasser. Winglets lassen sich bei 15 m Spannweite nachrüsten.

### Ventus C

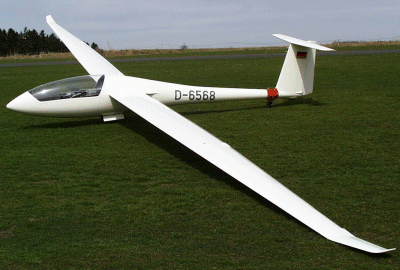
Ventus C mit Ansteckflächen

Eine eigenständige Version ist der Ventus C, der über einen neuen, zum Discus B nahezu identischen geräumigen Rumpf verfügt und dessen Spannweite von 15 m für Leistungsflüge durch Ansteckflügel auf 17,6 m erhöht werden kann. Es gibt wieder motorisierte Versionen mit Heimkehrhilfe (Ventus cT) oder als Eigenstarter (Ventus cM).
Der Flügel ist aus aerodynamischer Sicht leicht vorwärts gepfeilt, lediglich die Ansteckflügel der 17,6-m-Version sind dann leicht rückwärts gepfeilt. Für den Einsatz in der 15-m-Rennklasse sind verschiedene Flügelspitzen mit unterschiedlich großen Winglets vorhanden, es gibt aber auch schlichte Randkappen. Bei der 17,6-m-Variante befinden sich an den Ansteckflächen kleine federbelasteten Klappen, die durch die durchgängigen Flaperons automatisch nach oben mitgenommen werden, bei Ausschlägen nach unten jedoch in der Neutralstellung verbleiben. Dieses System wurde auch für den späteren Duo-Discus übernommen. Im Gegensatz zu seinen Vorläufern hat der Ventus C normale Schempp-Hirth-Bremsklappen.
Die Flaperons können in den Stellungen −2, −1, 0, +1, +2 und L (Landestellung) gerastet werden, wobei die Rumpfanformung der Stellung −1 entspricht. Im Schnellflug ab 140 km/h sind nur die beiden negativen Stellungen zulässig. Das Ansprechen der Flaperons im Flug ist harmonisch und weitaus besser als die des verwandten Discus B mit Starrprofil. Auffällig ist auch der extrem geringe Steuerdruck.
Allerdings müssen die Flaperons bei der Landung nach dem sicheren Aufsetzen schnellstmöglich in die Nullstellung oder eine negative Stellung gebracht werden, da bei abnehmender Geschwindigkeit am Boden die Querruderwirkung bei den positiven Klappenstellungen überproportional stark nachlässt. Auch in der Anrollphase beim Start sind aus diesem Grund positive Klappenstellungen nicht empfehlenswert. Dies erhöht zwar die Arbeitsbelastung des Piloten bei Start und Landung gegenüber anderen Mustern etwas, ist aber der konstruktiven Auslegung mit den durchgehenden Flaperons geschuldet. Rolladen Schneider ging deshalb bei der LS3a wieder vom Konzept der durchgehenden Flaperons ab und verwendete wieder getrennte Ruderklappen.

### Ventus 2

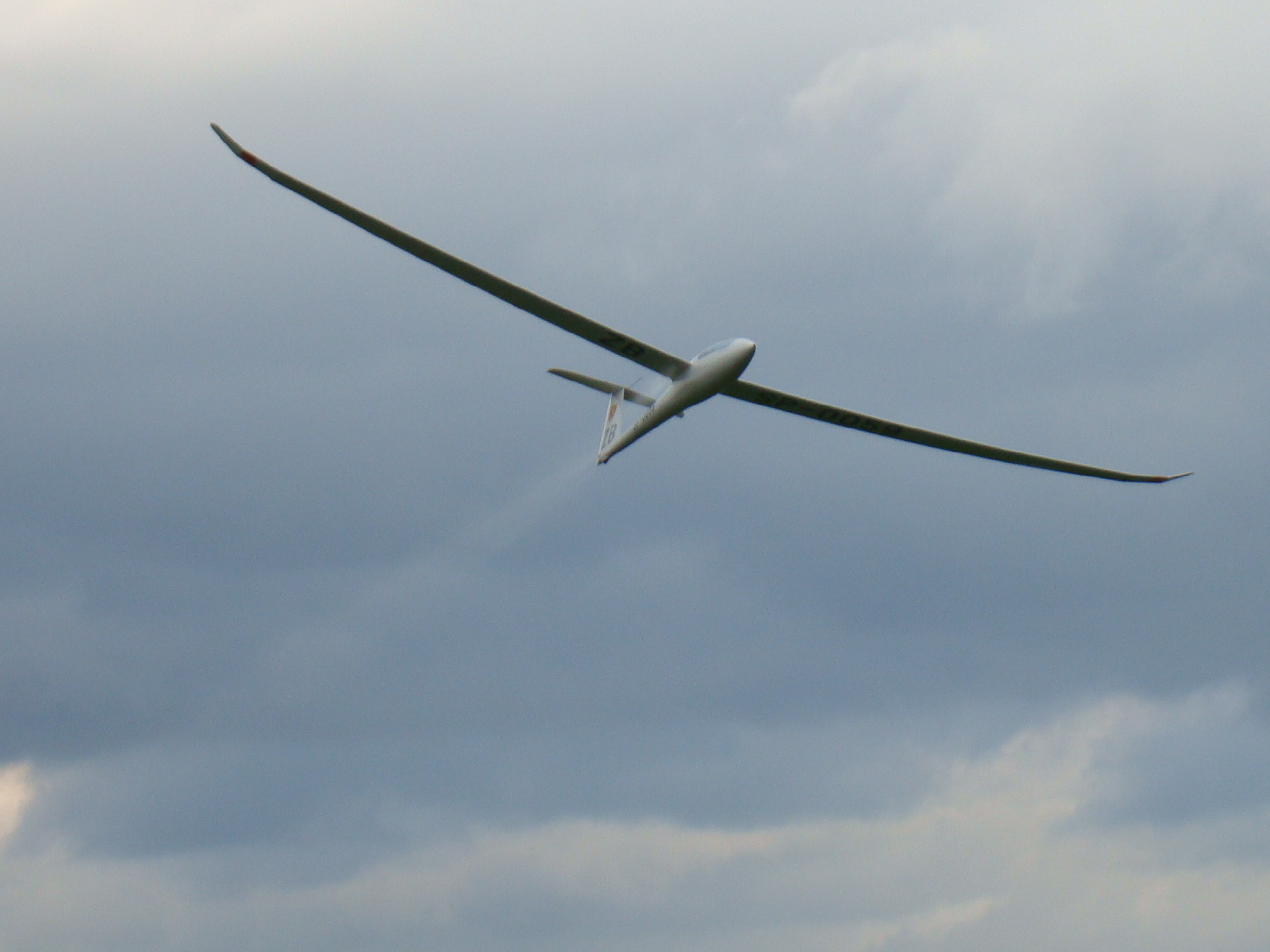
Ventus 2

Der Nachfolger Ventus-2 ist ebenfalls mit einem schmalen (-2a) und einem breiteren Rumpf (-2b) erhältlich.
Ähnlich wie beim ursprünglichen Ventus sind auch hier die Mehrzahl der gebauten Exemplare B-Versionen, da der A-Rumpf für normal gebaute Mitteleuropäer bereits ausgesprochen eng ist und damit wegen seines kleineren Luftwiderstands nur für Wettbewerbspiloten interessant ist, die den mangelnden Komfort bewusst in Kauf nehmen.
Charakteristisch für den Ventus-2 ist der Flügel mit der vom Discus bekannten mehrfach gepfeilten Vorderkante. Auch mit dem Ventus-2 wurde eine Reihe von Siegen bei Europa- und Weltmeisterschaften erflogen.
Das Modell Ventus-2cx bekam einen neuen Außenflügel sowie ein auch für die 18-m-Klasse angepasstes Leitwerk. Des Weiteren wurde die maximale Abflugmasse auf bis zu 600 kg erhöht. Alle Ventus-2c-Modelle gibt es sowohl mit 15 m oder mit 18 m Spannweite sowie mit Heimkehrhilfe (T) oder als Eigenstarter (M).
Weitere (inoffizielle) Varianten ergaben sich durch den Einbau einer Notausstiegshilfe (R, rescue) und durch die Nachrüstung mit einer Turbinen-Heimkehrhilfe (J, jet).
Der Segelflug-Index der verschiedenen Versionen reicht von 110 bis 119.

### Ventus 3

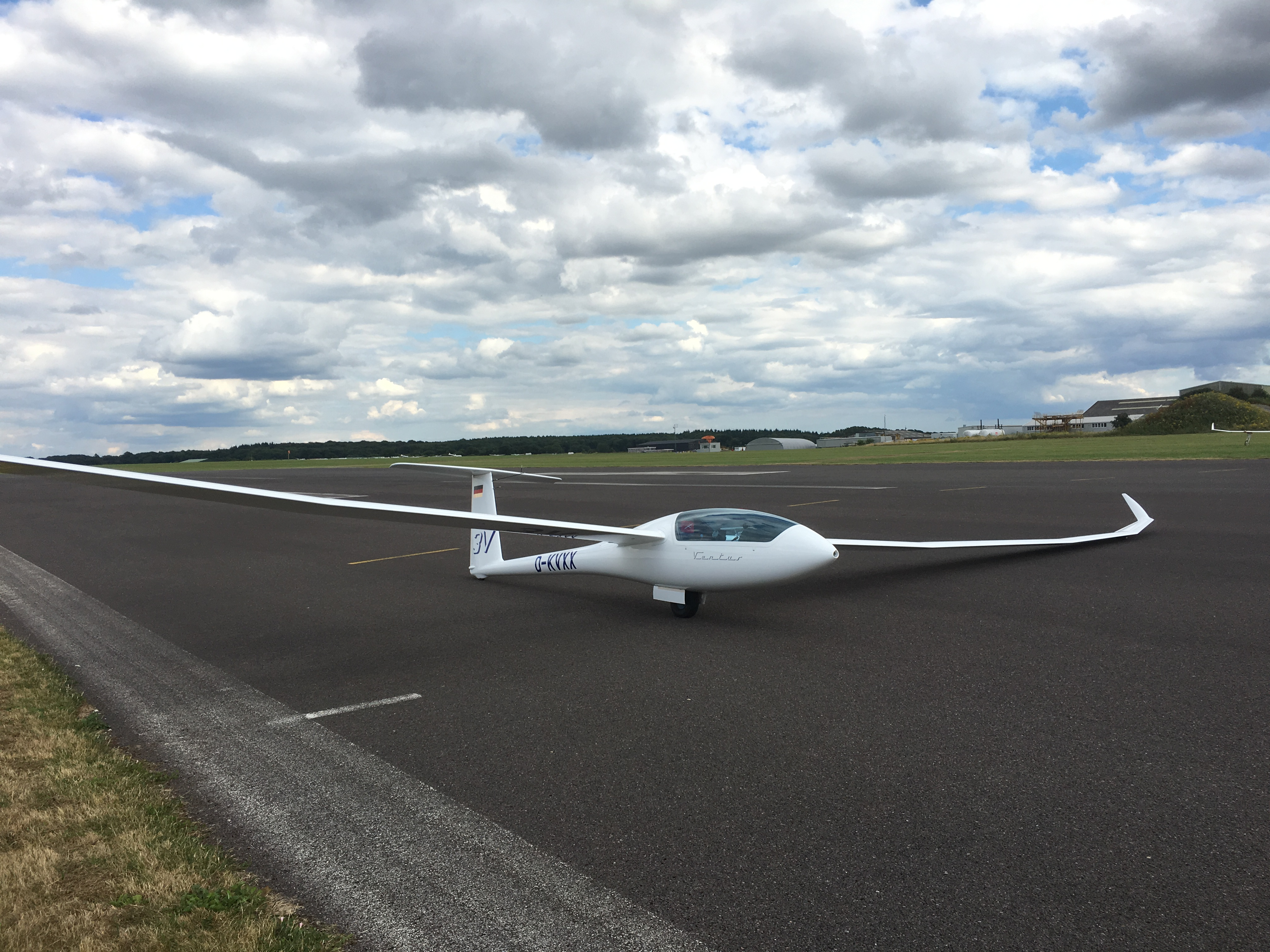
Ventus 3 am Flugplatz Lasham, England

Der Ventus 3 ist eine Neukonstruktion, die den neuesten Erkenntnissen im Segelflugzeugbau Rechnung trägt. Auffällig ist der in mehreren Segmenten zurückgepfeilte Flügel mit großen Winglets. Zusätzlich besitzt der Ventus 3 integrierte Mückenputzer und kann sowohl mit 15 m als auch mit 18 m Spannweite geflogen werden.
In der „Sport“-Edition mit schlankerem Rumpf sind Einbau- und Nachrüstungsmöglichkeiten für eine Heimkehrhilfe serienmäßig vorgesehen. Seit 2024 ist die „Sport“-Variante auch als Ventus-3E mit elektrischem Antrieb als Eigenstarter erhältlich. Zusätzlich existiert analog zu den Vorgängermodellen Ventus und Ventus 2 eine „Performance“-Edition mit geräumigerem Rumpf und diversen Motorisierungsoptionen. Ab 2025 sollen die Entwicklungsarbeiten am Ventus-3E mit „Performance“-Rumpf beginnen.
Der Erstflug erfolgte 2016. Die „Sport“-Variante wurde am Sommertreffen der idaflieg 2019 vermessen. Bis Anfang 2024 wurden über 230 Exemplare des Ventus 3 ausgeliefert, im November 2024 wurde die Auslieferung des 250. Ventus 3 gefeiert.

## Technische Daten

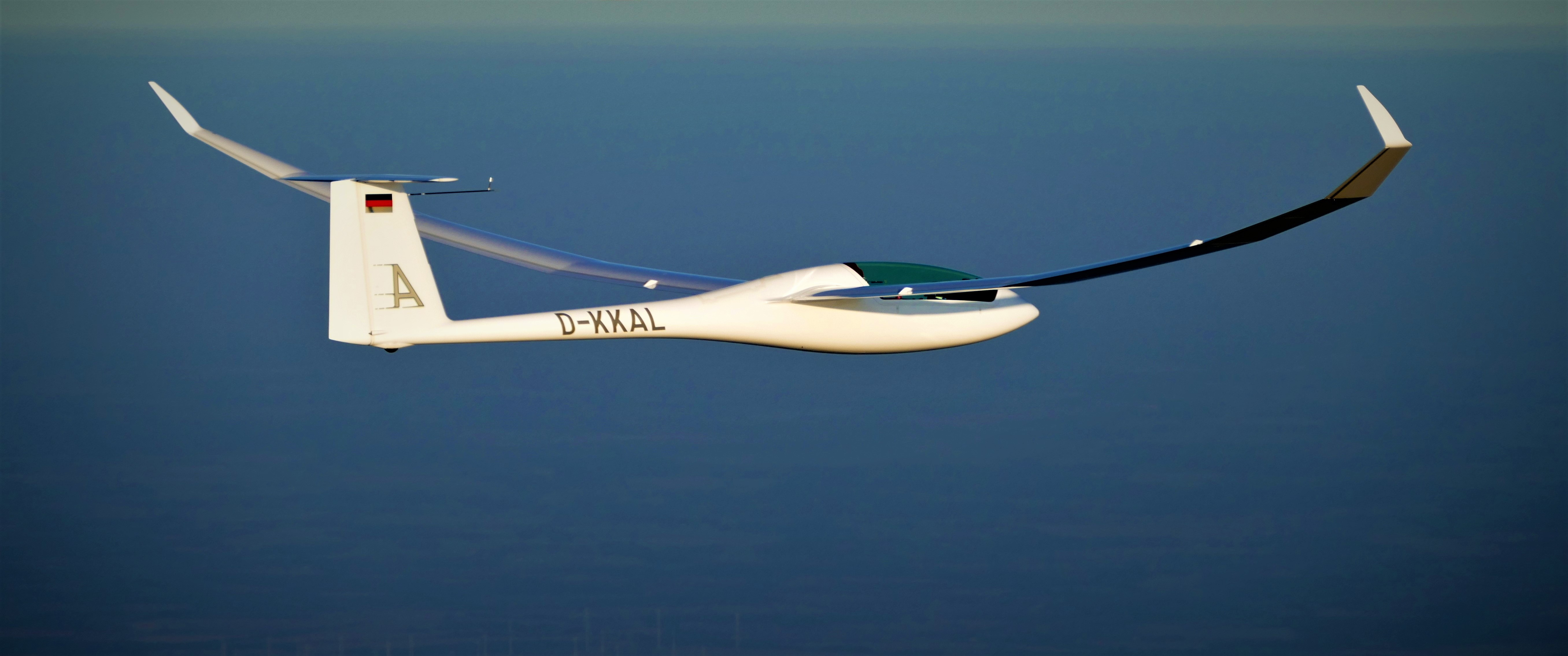
Ventus 3 „Sport Edition“ nur Turbo/FES/Pure glider

|                        | Ventus a Ventus b Ventus bT             | Ventus c Ventus cT                           | Ventus cM                      | Ventus 2a Ventus 2ax Ventus 2b Ventus 2bx | Ventus 2c Ventus 2cT Ventus 2cx Ventus 2cxa Ventus 2cxT | Ventus 2cM Ventus 2cxM                                 | Ventus 3 Ventus 3 FES Ventus 3 T (Sport Edition)                                               | Ventus 3 Ventus 3 T Ventus 3 M (Performance Edition)                                           |
| ---------------------- | --------------------------------------- | -------------------------------------------- | ------------------------------ | ----------------------------------------- | ------------------------------------------------------- | ------------------------------------------------------ | ---------------------------------------------------------------------------------------------- | ---------------------------------------------------------------------------------------------- |
| Spannweite             | 15 m / 16,6 m                           | 15 m / 16,6 m / 17,6 m                       | 15 m / 17,6 m                  | 15 m                                      | 15 m / 18 m                                             | 15 m / 18 m                                            | 15 m / 18 m (M ausschl. 18 m)                                                                  | 15 m / 18 m (M ausschl. 18 m)                                                                  |
| Flügelfläche           | 9,51 m² / 9,96 m²                       | 9,51 m² / 9,96 m² / 10,15 m²                 | 9,51 m² / 10,15 m²             | 9,67 m²                                   | 9,67 m² / 11,03 m²                                      | 9,67 m² / 11,03 m²                                     | 9,53 m² / 10,84 m²                                                                             | 9,53 m² / 10,84 m²                                                                             |
| Flügelstreckung        | 23,7 / 27,7                             | 23,7 / 27,7 / 30,5                           | 23,7 / 30,5                    | 23,3                                      | 23,3 / 29,5                                             | 23,3 / 29,5                                            | 23,6 / 29,9                                                                                    | 23,6 / 29,9                                                                                    |
| Rumpflänge             | 6,35 m (a-Rumpf) / 6,58 m (b-Rumpf, cT) | 6,35 m (a-Rumpf) / 6,58 m (b-Rumpf, cT)      | 6,58 m                         | 6,35 m                                    | 6,63 m (a-Rumpf) / 6,81 m                               | 6,81 m                                                 | 6,63 m                                                                                         | 6,78 m                                                                                         |
| Leermasse              | ~250 kg                                 | ~253 kg                                      | ~310 kg                        | ~240 kg                                   | ~310 kg 360 kg (2cxT)                                   | ~380 kg (2cM) ~400 kg (2cxM)                           | 290 / 300 kg 340 / 350 kg (FES) 340 / 350 kg (T)                                               | 300/ 310 kg 350 / 360 kg (T) 400 kg (M)                                                        |
| max. Startmasse        | 525 kg                                  | 500 kg oder 525 kg                           | 430 kg                         | 525 kg                                    | 525 kg / 600 kg (x-Varianten)                           | 525 kg / 600 kg (x-Varianten)                          | 525 kg / 600 kg                                                                                | 525 kg / 600 kg                                                                                |
| Flächenbelastung       | 31,5–55,2 kg/m²                         | 29,6–55,2 kg/m² (max. 51,7 kg/m² bei 17,6 m) | 37,9–42,3 kg/m²                | 30,5–54,3 kg/m²                           | 30,5–47,7 kg/m² 30,5–54,4 kg/m² (x-Varianten)           | 43–47,7 kg/m² (2cM) 45–54,4 kg/m² (2cxM)               | 37–55 / 34–55 kg/m² 43–55 / 38–55 kg/m² (FES) 43–55 / 38–55 kg/m² (T)                          | 39–55 / 35–55 kg/m² 44–55 / 38–55 kg/m² (T) 43–55 kg/m² (M)                                    |
| Wasserballast          | 168 l                                   | 168 l                                        | –                              | 200 l                                     | 200 l                                                   | 180 l                                                  | ?                                                                                              | ?                                                                                              |
| Höchstgeschwindigkeit  | 250 km/h                                | 270 km/h                                     | 270 km/h                       | 270 km/h                                  | 285 km/h                                                | 285 km/h                                               | 280 km/h                                                                                       | 280 km/h                                                                                       |
| Manövergeschwindigkeit | 200 km/h                                | 180 km/h                                     | 180 km/h                       | 180 km/h                                  | 200 km/h                                                | 200 km/h                                               | ?                                                                                              | ?                                                                                              |
| Geringstes Sinken      | 0,58 m/s                                | 0,58 m/s                                     | 0,58 m/s                       | 0,51 m/s                                  | 0,55 m/s                                                | 0,55 m/s                                               | ?                                                                                              | ?                                                                                              |
| Gleitzahl              | 43,4 / 46,5                             | ~48                                          | ~48                            | ~46                                       | ~50                                                     | ~50                                                    | ?                                                                                              | ?                                                                                              |
| Triebwerk              | SOLO 2350 15,3 kW (20,8 PS) (T)         | SOLO 2350 15,3 kW (20,8 PS) (T)              | SOLO 2350 C; 20,0 kW (27,2 PS) | –                                         | SOLO 2350; 15,3 kW (20,5 PS)                            | SOLO 2489; 30 kW (40 PS) oder SOLO 2625; 38 kW (51 PS) | FES-M100 22 kW (30 PS) (FES) SOLO 2350 15,3 kW (20,8 PS) (T) SOLO 2625 01i 45 kW (61,2 PS) (M) | FES-M100 22 kW (30 PS) (FES) SOLO 2350 15,3 kW (20,8 PS) (T) SOLO 2625 01i 45 kW (61,2 PS) (M) |